# 奥野诚亮
奥野诚亮（日语：奥野 誠亮，1913年7月12日—2016年11月16日），自民党，日本保守派政治家，曾担任文部大臣、法务大臣、国土厅长官。他主张“（中日战争）没有侵略意图”、“卢沟桥事件是偶发的”、“战争目的是东亚的稳定和自存自卫”等“鹰派”言论。